# Loch Lomond Golf Club
Loch Lomond Golf Club is een Schotse golfclub in Luss, bij Alexandria, Schotland.

## Geschiedenis
De golfbaan ligt op een deel van het gebied dat nog steeds toebehoort aan de 'Clan Colquhoun', die uit de 12de eeuw stamt. Aan het hoofd staat Sir Malcolm Caolquhoun. Hij woont op het grote huis, dat in 1773 werd gebouwd ter vervanging van kasteel Rossdhu, dat daar sinds de 15de eeuw stond maar door brand verwoest was. Het gebouw dient tevens als clubhuis. 
Het vorige clanhoofd, Sir Ivar, woonde er voor hem. In 1994 vond een restauratie van het oude huis plaats, waarna Sir Ivar en Lady Colquhoun een deel van de meubelen en schilderijen aan het huis leenden. 

## De golfbaan
Het glooiende landschap geeft mooie vergezichten. Het is een parklandschap waar veel oude bomen staan. De baan is in 1994 ontworpen door de Amerikaanse duo Jay Morrish, golfbaanarchitect, en Tom Weiskopf, winnaar in 1973 van het Brits Open op Troon. 

## Schots Open
Het Schots Open van de Europese PGA Tour wordt sinds 1996 op Loch Lomond gespeeld.
Zie ook de Lijst van golfbanen in Schotland